# BeForU
Cette page contient des caractères spéciaux ou non latins. S’ils s’affichent mal (▯, ?, etc.), consultez la page d’aide Unicode.
 (décembre 2018).
Si vous disposez d'ouvrages ou d'articles de référence ou si vous connaissez des sites web de qualité traitant du thème abordé ici, merci de compléter l'article en donnant les références utiles à sa vérifiabilité et en les liant à la section « Notes et références ».
BeForU est un groupe musical de J-pop féminin, figurant parmi les interprètes les plus connus des amateurs des jeux de Bemani tels que Dance Dance Revolution.

## Histoire
Leur carrière débute en 2000 avec le titre DIVE, le premier véritable morceau de J-Pop du jeu sus-cité. Le groupe est produit par Naoki Maeda, l'un des principaux producteurs de Konami. Le nom du groupe vient d'un stage du DDR 4th Mix nommé B4U, phonétiquement Before You. Le groupe à l'origine ne compte que quatre membres, avant le départ en 2004 de l'une d'elles et la venue en remplacement de trois nouveaux membres, cette nouvelle formation à 6 étant désignée comme BeForU NEXT.
La première apparition sur scène de la formation a eu lieu le 19 février 2006 au Zepp Tôkyô ; elle a été enregistrée pour le DVD BeForU FIRST LIVE at ZeppTokyo 2006.
Fin 2007, quatre des membres annoncent leur départ, pour maladie ou pour continuer en solo. Les deux membres restantes sont rejointes par trois nouveaux membres, cette nouvelle formation à 5 étant cette fois désignée comme la "3ème génération" du groupe, mais l'une des deux part à son tour peu après en février 2008, laissant Riyu Kosaka comme dernière membre d'origine du groupe, à nouveau quatuor.
Parallèlement à leur carrière dans le groupe les membres mènent des carrières solo, et rencontrent de nombreux succès là encore portés par leur célébrité dans les jeux de Bemani. Riyu Kosaka a ainsi entamé une carrière en solo avec un single, true..., daté du 17 octobre 2001, puis a sorti le 11 juin 2004 son premier album, begin. Noria Shiraishi a également sorti un single, LOVE②Clutch, le 18 octobre 2006.

## Membres
BeForU (основные члены группы):
- Yoma Komatsu (小松代真) (Ёма Комацу)(покинула группу в 2007)
- Noria Shiraishi (白石紀亜) (Нориа Сираиси) — известна как Noria (покинула группу в 2007 году)
- Riyu Kosaka (小坂りゆ) (Рию Косака)
- Shiyuna Maehara (前原しゆな) (Сиюна Маэхара) — основатель группы (покинула группу в 2004 году)

BeForU NEXT (замена Сиюны)
- Risa Sotohana (外花りさ) (Риса Сотохана) — так же известна как Лиза (из-за того, что в японском нет «Л») (покинула группу в 2007 году)
- Miharu Arisawa (有沢みはる) (Михару Арисава) (покинула группу в 2007)
- Sayaka Minami (南さやか) (Саяка Минами) (покинула группу в 2008 году)

Новый состав группы, образовавшийся в 2008 году:
- Ayano Tachibana (立花彩野) (Аяно Татибана)
- Hiromi Nishiuchi (西内裕美) (Хироми Нисиути)
- Megumi Fukushita (福下惠美) (Мэгуми Фукисита)

## Discographie

### Albums
- BeForU First Album, 28 novembre 2003
- BeForU II, 14 février 2006
- BeForU III ~Breaking Into The Probability Changes~, 17 mars 2007
- Shangri-La, 2008

### Singles
- KI・SE・KI, 1er septembre 2004
- Red Rocket Rising, 1er novembre 2006
- Get set GO!! 〜BeForU Astronauts Set〜, 22 décembre 2006 (premier album à la suite de la signature inattendue avec Avex Records)
- Strike Party!!!, 17 janvier 2007 (bande originale de l'anime MAJOR pour la 3e saison)
- 6NOTES, 3 mars 2007 (chaque morceau interprété par une des membres du groupe)
- Yoru Hanabi, 11 juillet 2007

### Autres chansons
Le groupe a également enregistré plusieurs titres qui ont été rééditées pour les albums :
- BRE∀K DOWN!
- チカラ
- DIVE ~more deep and deeper style~
- Freedom
- GRADUATION ~それぞれの明日~
- Morning Glory
- PEACE (^^)v
- シナリオ
- Under The Sky (NOTE: bien que ce ne soit qu'un solo de Sakaya avec PlatoniX le titre est attribué au groupe entier)
- BLACK OUT
- Staff Roll

Il faut ajouter ever snow qui n'a pas été incluse en album.

## Anecdotes
- BeForU et le groupe TËЯRA, également produit par Naoki Maeda, ont de nombreux titres en commun
- La chanson "I am..." a originellement été composée par Naoki et composée par Junko Karashima pour son groupe TËЯRA mais elle a été donnée à Miharu en solo. La mélodie du titre reprend ainsi des samples de "WE ARE" de TËЯRA, nom qui est justement le pluriel de "I am."
- "ever snow", un solo de Yoma Komatsu (dans DDRMAX 2) a été originellement écrite par Junko Karashima. La version complète de la chanson figure dans l'album de TËЯRA, RЁVOLUTIФN.
- BeForU II est sorti pour le jour de la Saint-Valentin et Strike Party!!! celui de l'anniversaire de Riyu.